# Can Carreres (la Cellera de Ter)
Can Carreres és una masia de la Cellera de Ter (Selva) inclosa a l'Inventari del Patrimoni Arquitectònic de Catalunya.

## Descripció
Edifici aïllat de dues plantes i coberta de doble vessant a laterals situat a la riba del Ter. De l'estructura de la casa es diferencia bé la masia original de l'ampliació a la part posterior i a la façana.
La planta baixa està formada per una porta principal de mig punt amb blocs de còdol mitjans i un banc corregut a la part dreta de la façana. A la banda nord hi ha restes de contraforts. A més, hi ha diverses finestres petites.
Al primer pis les finestres són de permòdols emmarcades de pedra sorrenca. La de la façana principal té l'ampit i les impostes treballats i decoració geomètrica a la llinda. A una altra de les finestres permodulades hi ha una creu amb dos escuts inscrits, un amb una roda de molí i tres feixos de cereals i l'altre amb set franges verticals. Al sector lateral meridional hi ha restes d'un rellotge de sol. El ràfec és senzill i comença amb les teules del sostre. Al sostre destaca la xemeneia rectangular amb rajoles disposades en forma triangular i amb coberta de doble vessant.
A la part posterior hi ha un pati interior i un antic portal.
A l'interior hi ha elements d'interès com dues arcades de còdols poc treballats, una volta de mig punt, una antiga pica, escales antigues...

## Història
El Pasteral, durant les Guerres Carlines del segle xix, va ser escenari d'una important topada entre absolutistes i isabelins liberals. El 1849 s'esdevingué la”Batalla del Pasteral”, on més de 5000 homes es van enfrontar i el general carlí Cabrera va resultar ferit de gravetat. Aquest episodi, recordat amb un monòlit durant la commemoració del seu 150è aniversari darrere de l'antiga estació, va significar la fi de la Guerra dels Matiners.
D'aquesta masia es poden identificar almenys quatre ampliacions, que inclouen les construccions annexes i properes a la casa.